# Chiloglottis platyptera
Chiloglottis platyptera är en orkidéart som beskrevs av David Lloyd Jones. Chiloglottis platyptera ingår i släktet Chiloglottis och familjen orkidéer.
Artens utbredningsområde är New South Wales. Inga underarter finns listade i Catalogue of Life.